# Aega tridens
Aega tridens là một loài chân đều trong họ Aegidae. Loài này được Leach miêu tả khoa học năm 1815.